# Samuel Plimsoll

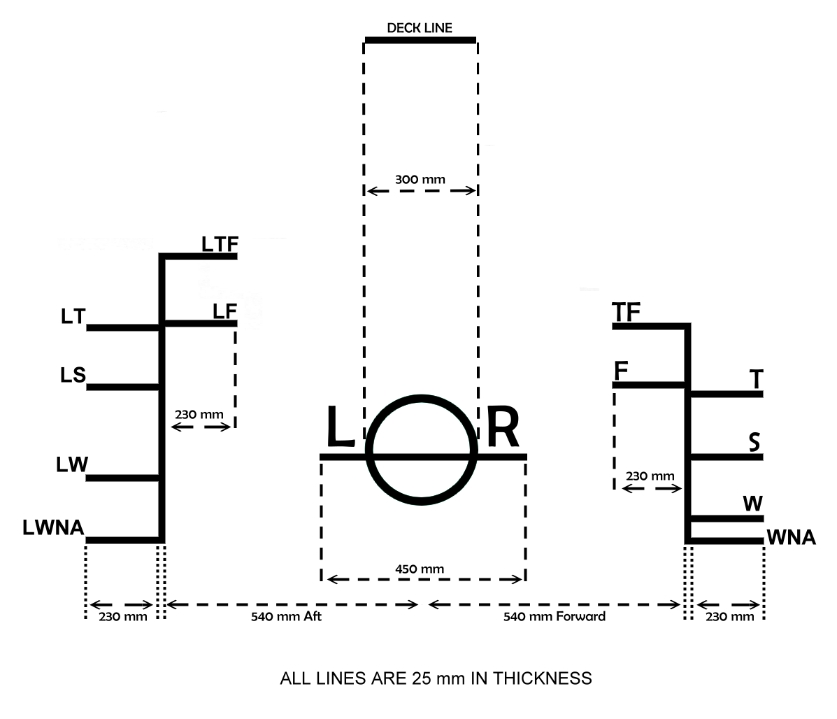
Línia Plimsoll.

Samuel Plimsoll (10 de febrer de 1824, 3 de juny de 1898) va ser un polític britànic, membre del parlament anglès i reformista social. Avui dia és recordat per haver enginyat la línia Plimsoll, clarament inspirada en la definició catalana contoval del s.XIII (una línia en el buc d'un vaixell indicant el nivell segur màxim i, per tant, el mínim francbord pel vaixell en diverses condicions operatives).

## Biografia
Plimsoll va néixer a Bristol, però va créixer a Sheffield i Penrith. El 1853 va intentar convertir-se en comerciant de carbó a Londres, però va fracassar.
En 1868 va ser elegit membre de la Cambra dels comuns pel Partit liberal, on aviat va ser conegut per la seva lluita contra els propietaris de vaixells que explotaven els mariners en condicions infrahumanes. El seu moviment va fallar al principi, però el 1872 va publicar amb gran èxit de vendes el llibre Our Seamen (Els nostres mariners), el que significava que la qüestió havia rebut molta atenció a tot el país.
D'acord amb una proposta de Plimsolls, el 1873 es va nomenar una Comissió Reial i el 1875 es va introduir un projecte de llei del govern que, tot i que Plimsoll va considerar que era insuficient, va decidir acceptar.
El 22 de juliol de 1875, el primer ministre Benjamin Disraeli va dir que el govern hauria de retirar el projecte de llei. Plimsoll llavors va originar un escàndol a la Cambra dels Comuns, quan va perdre el seu auto-control, aplicant el terme "villains" als membres de Cambra, arribant a colpejar amb el puny la cara del president.
Plimsoll va haver de disculpar-se, però tenia l'opinió pública al seu costat, fet que va obligar el govern a aprovar un projecte de llei que l'any següent va modificar la "Llei de transports mercantils" (Merchant Shipping Act).
Plimsoll finalment va passar a donar nom a l'anomenada línia Plimsoll que designa el mínim francbord d'un vaixell.